# ثيودور دالريمبل
ثيودور دالريمبل (بالإنجليزية: Theodore Dalrymple)‏ هو صحفي وطبيب نفسي وكاتب بريطاني، ولد في 11 أكتوبر 1949 في لندن في المملكة المتحدة.

## وصلات خارجية
- ثيودور دالريمبل على موقع IMDb (الإنجليزية)
- ثيودور دالريمبل على موقع إن إن دي بي (الإنجليزية)